# Rajalakshmi Engineering College
Rajalakshmi Engineering College (REC) jest jedną z najlepszych Engineering Institute w Indiach, założona w 1997 roku z siedzibą w Ćennaj. Uczelnia skupia się na badaniach w dziedzinie nauki i techniki, a także szkolenia studentów, doktorantów i studentów biznesu.